# Lijst van planetoïden 34401-34500
Dit is een lijst van planetoïden 34401-34500. Voor de volledige lijst zie de lijst van planetoïden.
| Naam                   | Voorlopige naamgeving | Datum ontdekking  | Ontdekker            |
| ---------------------- | --------------------- | ----------------- | -------------------- |
| (34401) Kaibeecher     | 2000 RS83             | 1 september 2000  | LINEAR               |
| (34402) -              | 2000 RW84             | 2 september 2000  | LONEOS               |
| (34403) -              | 2000 RP85             | 2 september 2000  | LONEOS               |
| (34404) Jaybuddi       | 2000 RZ85             | 2 september 2000  | LINEAR               |
| (34405) -              | 2000 RU86             | 2 september 2000  | LONEOS               |
| (34406) Kristenconn    | 2000 RD92             | 3 september 2000  | LINEAR               |
| (34407) -              | 2000 RD93             | 3 september 2000  | LINEAR               |
| (34408) -              | 2000 RX94             | 4 september 2000  | LONEOS               |
| (34409) -              | 2000 RB95             | 4 september 2000  | LONEOS               |
| (34410) -              | 2000 RT95             | 4 september 2000  | LONEOS               |
| (34411) -              | 2000 RR96             | 4 september 2000  | LONEOS               |
| (34412) Tamicruz       | 2000 RG100            | 5 september 2000  | LINEAR               |
| (34413) -              | 2000 RS101            | 5 september 2000  | LONEOS               |
| (34414) -              | 2000 RQ103            | 5 september 2000  | LONEOS               |
| (34415) Racheldragos   | 2000 RV103            | 6 september 2000  | LINEAR               |
| (34416) -              | 2000 RV104            | 6 september 2000  | LINEAR               |
| (34417) -              | 2000 RE105            | 7 september 2000  | LINEAR               |
| (34418) Juliegodfrey   | 2000 SO3              | 20 september 2000 | LINEAR               |
| (34419) Corning        | 2000 SA7              | 20 september 2000 | A. J. Cecce          |
| (34420) Peterpau       | 2000 SC7              | 23 september 2000 | W. K. Y. Yeung       |
| (34421) -              | 2000 SA12             | 20 september 2000 | LINEAR               |
| (34422) -              | 2000 SX14             | 23 september 2000 | LINEAR               |
| (34423) -              | 2000 SF20             | 23 september 2000 | LINEAR               |
| (34424) -              | 2000 SA21             | 24 september 2000 | BATTeRS              |
| (34425) -              | 2000 SP22             | 20 september 2000 | NEAT                 |
| (34426) -              | 2000 SS22             | 20 september 2000 | NEAT                 |
| (34427) -              | 2000 SN23             | 26 september 2000 | K. Korlević          |
| (34428) -              | 2000 SA27             | 23 september 2000 | LINEAR               |
| (34429) -              | 2000 SC27             | 23 september 2000 | LINEAR               |
| (34430) -              | 2000 SJ29             | 24 september 2000 | LINEAR               |
| (34431) -              | 2000 SZ33             | 24 september 2000 | LINEAR               |
| (34432) Groebe         | 2000 SF36             | 24 september 2000 | LINEAR               |
| (34433) Kavars         | 2000 SE37             | 24 september 2000 | LINEAR               |
| (34434) -              | 2000 SE39             | 24 september 2000 | LINEAR               |
| (34435) -              | 2000 SR39             | 24 september 2000 | LINEAR               |
| (34436) -              | 2000 SE40             | 24 september 2000 | LINEAR               |
| (34437) -              | 2000 SF43             | 26 september 2000 | Črni Vrh             |
| (34438) -              | 2000 SV44             | 26 september 2000 | Y. Shimizu, T. Urata |
| (34439) -              | 2000 SG45             | 21 september 2000 | LINEAR               |
| (34440) -              | 2000 SV46             | 23 september 2000 | LINEAR               |
| (34441) Thomaslee      | 2000 SZ60             | 24 september 2000 | LINEAR               |
| (34442) -              | 2000 SS64             | 24 september 2000 | LINEAR               |
| (34443) Markmadland    | 2000 ST70             | 24 september 2000 | LINEAR               |
| (34444) Kellmcallister | 2000 SW73             | 24 september 2000 | LINEAR               |
| (34445) -              | 2000 SX73             | 24 september 2000 | LINEAR               |
| (34446) Karenmccoy     | 2000 SN74             | 24 september 2000 | LINEAR               |
| (34447) Mesidor        | 2000 SU74             | 24 september 2000 | LINEAR               |
| (34448) -              | 2000 SC78             | 24 september 2000 | LINEAR               |
| (34449) -              | 2000 SJ79             | 24 september 2000 | LINEAR               |
| (34450) Zashamickey    | 2000 SZ80             | 24 september 2000 | LINEAR               |
| (34451) Rebohearn      | 2000 SY82             | 24 september 2000 | LINEAR               |
| (34452) Jenniparker    | 2000 SS83             | 24 september 2000 | LINEAR               |
| (34453) Elisapeters    | 2000 SG84             | 24 september 2000 | LINEAR               |
| (34454) -              | 2000 SB86             | 24 september 2000 | LINEAR               |
| (34455) -              | 2000 SW87             | 24 september 2000 | LINEAR               |
| (34456) Lydiareznik    | 2000 SG88             | 24 september 2000 | LINEAR               |
| (34457) Leahroberts    | 2000 SW88             | 24 september 2000 | LINEAR               |
| (34458) -              | 2000 ST90             | 22 september 2000 | LINEAR               |
| (34459) -              | 2000 SC91             | 22 september 2000 | LINEAR               |
| (34460) -              | 2000 SV91             | 23 september 2000 | LINEAR               |
| (34461) -              | 2000 SC95             | 23 september 2000 | LINEAR               |
| (34462) Stoffregen     | 2000 SD95             | 23 september 2000 | LINEAR               |
| (34463) -              | 2000 SB101            | 23 september 2000 | LINEAR               |
| (34464) -              | 2000 SC101            | 23 september 2000 | LINEAR               |
| (34465) Swaminathan    | 2000 SD102            | 24 september 2000 | LINEAR               |
| (34466) Ognicholls     | 2000 SN105            | 24 september 2000 | LINEAR               |
| (34467) Raphotter      | 2000 SC108            | 24 september 2000 | LINEAR               |
| (34468) -              | 2000 SS109            | 30 september 2000 | LINEAR               |
| (34469) Danishmahmood  | 2000 SM110            | 24 september 2000 | LINEAR               |
| (34470) Chouruihua     | 2000 SV113            | 24 september 2000 | LINEAR               |
| (34471) Fanyueyang     | 2000 SE115            | 24 september 2000 | LINEAR               |
| (34472) Guxieran       | 2000 ST115            | 24 september 2000 | LINEAR               |
| (34473) Linkairui      | 2000 SC116            | 24 september 2000 | LINEAR               |
| (34474) Zhangjingru    | 2000 SJ116            | 24 september 2000 | LINEAR               |
| (34475) Zhangyuhui     | 2000 SC118            | 24 september 2000 | LINEAR               |
| (34476) -              | 2000 SX118            | 24 september 2000 | LINEAR               |
| (34477) Muntz          | 2000 SJ120            | 24 september 2000 | LINEAR               |
| (34478) Jonasboukamp   | 2000 SR120            | 24 september 2000 | LINEAR               |
| (34479) Dunschen       | 2000 ST120            | 24 september 2000 | LINEAR               |
| (34480) -              | 2000 SW121            | 24 september 2000 | LINEAR               |
| (34481) -              | 2000 SF122            | 24 september 2000 | LINEAR               |
| (34482) Jessikirchner  | 2000 SX122            | 24 september 2000 | LINEAR               |
| (34483) -              | 2000 SW123            | 24 september 2000 | LINEAR               |
| (34484) Kubetzko       | 2000 SR124            | 24 september 2000 | LINEAR               |
| (34485) Nullmeier      | 2000 SF128            | 24 september 2000 | LINEAR               |
| (34486) -              | 2000 ST131            | 22 september 2000 | LINEAR               |
| (34487) -              | 2000 SE133            | 23 september 2000 | LINEAR               |
| (34488) Lennartresch   | 2000 SO135            | 23 september 2000 | LINEAR               |
| (34489) -              | 2000 SE136            | 23 september 2000 | LINEAR               |
| (34490) Danielkang     | 2000 SO137            | 23 september 2000 | LINEAR               |
| (34491) Mohammedsuhail | 2000 SB138            | 23 september 2000 | LINEAR               |
| (34492) Swasthikpadma  | 2000 SP139            | 23 september 2000 | LINEAR               |
| (34493) -              | 2000 SR139            | 23 september 2000 | LINEAR               |
| (34494) Shikarpur      | 2000 SE144            | 24 september 2000 | LINEAR               |
| (34495) -              | 2000 SX146            | 24 september 2000 | LINEAR               |
| (34496) Viswanath      | 2000 SF147            | 24 september 2000 | LINEAR               |
| (34497) Fionnferreira  | 2000 SJ147            | 24 september 2000 | LINEAR               |
| (34498) Aaronhannon    | 2000 SF149            | 24 september 2000 | LINEAR               |
| (34499) Yusukesakai    | 2000 SL150            | 24 september 2000 | LINEAR               |
| (34500) -              | 2000 SW154            | 24 september 2000 | LINEAR               |